# Hanagita River
Der Hanagita River ist ein 50 km langer rechter Nebenfluss des Tebay River im zentralen Süden des US-Bundesstaats Alaska.

## Flusslauf
Der Hanagita River entspringt am Südhang eines Gebirgskamms der nördlichen Chugach Mountains 3 km nordöstlich der Upper Hanagita Lakes auf einer Höhe von etwa 1550 m. Er fließt anfangs als kleiner Bach ins Tal zum Feuchtgebiet der Upper Hanagita Lakes. Anschließend wendet sich der Hanagita River in Richtung Westnordwest und durchfließt ein breites Tal. Bei Flusskilometer 40 liegt der Middle Hanagita Lake am Flusslauf. Bei Flusskilometer 20 erreicht der Fluss den Hanagita Lake. In diesen mündet der Lake Creek von Süden kommend. 7 Kilometer oberhalb der Mündung trifft der Sangaina Creek von Süden kommend auf den Hanagita River. Dieser mündet schließlich auf einer Höhe von 523 m in den Tebay River.

## Einzugsgebiet
Der Hanagita River entwässert ein Areal von etwa 534 km², das im niedrigeren nördlichen Teil der Chugach Mountains liegt. Im Süden und im Südwesten des Einzugsgebietes befinden sich mehrere kleine Gletscher, deren Schmelzwasser über den Sangaina Creek dem Hanagita River zufließt. Das Einzugsgebiet des Hanagita River liegt im Wrangell-St.-Elias-Nationalpark. Es grenzt im Norden an das des Chitina River oberhalb der Einmündung des Tebay River, im Südosten an das des Klu River, im Süden und Südwesten an das des Bremner River sowie im Nordwesten an das des oberstrom gelegenen Tebay River.

## Namensgebung
Der Flussname wurde im Jahr 1900 von T. G. Gerdine vom U.S. Geological Survey (USGS) gemeldet. Namensgeber war offenbar Hanagita, ein Häuptling der Ahtna.